# Marta Ortega Pérez
Marta Ortega Pérez (Vigo, 10 de enero de 1984) es una empresaria española, presidenta no ejecutiva del grupo Inditex desde el 1 de abril de 2022. Es hija del fundador de la empresa, Amancio Ortega.  Además, es consejera de Pontegadea, el holding empresarial que ostenta la mayoría accionarial de Inditex.

## Trayectoria
Ortega se unió a Inditex en 2007 después de graduarse en International Business por la Regent's University London. Comenzó a trabajar con 23 años en una tienda de Zara en el barrio londinense de Chelsea.
En Arteijo, Ortega trabaja junto a su padre, Amancio Ortega, introduciendo nuevas pautas de relación social e imagen pública de los gestores de la empresa. Así, en 2016 preparó una fiesta homenaje con motivo del 80 aniversario de su padre Amancio Ortega con todos los empleados de la empresa que fue retransmitido por diversos medios de comunicación.
Desde 2015, forma parte del patronato de la Fundación Amancio Ortega como vocal junto a Pablo Isla Álvarez de Tejera, Roberto Cibeira Moreiras, Antonio Abril Abadín, José Arnau Sierra, Flora Pérez Marcote y el fundador presidente Amancio Ortega. El programa de becas de estudios de la fundación se modificó durante la pandemia de COVID-19 tras conseguir un convenio con el Instituto de Tecnología de Massachusetts (MIT).
Ortega comenzó a asumir más responsabilidades en 2016, trabajando en el reforzamiento de la imagen de marca y propuesta de moda de Zara. Ha trabajado en campañas con creativos como Steven Meisel, Fabien Baron, Karl Templer, Luca Guadagnino o Charlotte Gainsbourg. Ortega también ha lanzado colecciones premium, incluidas Zara SRPLS y Charlotte Gainsbourg by Zara. En los últimos años ha formado parte del equipo directivo de Zara.
En enero de 2020 acudió a la semana de la alta costura de París embarazada de su segunda hija, Matilda. Ortega viajó para el desfile del diseñador italiano Pierpaolo Piccioli, jefe creativo en Valentino, que diseñó el traje que lució Ortega en su boda de 2018 con Carlos Torreta.
A finales de agosto de 2021, Marta Ortega fue portada del Wall Street Journal Magazine.
El 30 de noviembre de 2021 se anunció que el 1 de abril de 2022 será nombrada presidenta de Inditex en reemplazo de Pablo Isla. En marzo de 2022 Ortega tomó las riendas de Inditex con un acto en el que analizó la trayectoria de su padre como fundador de la empresa.
Forbes atribuye a Ortega un patrimonio de unos 75 millones de euros.
En el primer año de Inditex dirigida por Marta Ortega, la empresa alcanza récord de beneficios en el año 2022.

## Vida personal
Marta Ortega está casada y tiene tres hijos, una hija llamada Matilda y dos hijos llamados Amancio Jr y Manuel. Reside habitualmente en La Coruña.